# Colònia de Lagos
La Colònia de Lagos fou una possessió colonial britànica centrada en el port de Lagos en el que és ara Nigèria. Lagos va ser annexionat el 6 d'agost de 1861 sota l'amenaça de força pel Comandant Beddingfield de l'HMS Prometheus qui estava acompanyat pel cònsol britànic suplent, William McCoskry. L'Oba Dosunmu de Lagos (escrit "Docemo" en documents britànics) va resistir la cessió per 11 dies mentre feia front a l'amenaça de violència sobre Lagos i els seus habitants, però va capitular i va signar el Tractat de cessió de Lagos. Lagos va ser declarada formalment una colònia el 5 de març de 1862. El 1872 Lagos era un centre cosmopolita de comerç amb una població per damunt dels 60.000 habitants.
En el marc de prolongades guerres en les terres interiors dels estats iorubes, la colònia va establir un protectorat sobre la majoria de Iorubalàndia (Yorubaland) entre 1890 i 1897 (anomenat protectorat de Lagos). El 1894 la regió d'Ikorodu va ser agregada a la colònia.
La colònia i el protectorat van ser incorporats a Nigèria del Sud el 16 de febrer 1906, i Lagos esdevingué la capital de la Colònia i Protectorat de Nigèria l'1 de gener de 1914. Des de llavors, Lagos ha crescut per esdevenir la ciutat més gran d'Àfrica occidental, amb una població metropolitana calculada de per damunt de 9.000.000 d'habitants el 2011.

## Ubicació
Lagos era al principi una comunitat de pesca en el del nord de l'Illa de Lagos, la qual es troba dins la Lagos Lagoon, un gran port protegit a la costa Atlàntica d'Àfrica al golf de Guinea, a l'oest del delta del riu Níger. La llacuna (Lagoon) està protegida de l'oceà per llargues llengües de sorra que corren a l'est i l'oest per fins a 100 quilòmetres en ambdues direccions.
Lagos té un clima de sabana tropical amb dues estacions plujoses. La caiguda de pluges més forta és d'abril a juliol i hi ha una estació plujosa més dèbil a l'octubre i novembre.
Durant molts anys els productes de la regió eren oli de palma i nuclis de palma. Les exportacions posteriors van incloure copra feta del palma de coco, grans de guinea, goma, fusta i algunes altres. La fabricació d'oli de palma era principalment considerada una feina per dones.

## Orígens

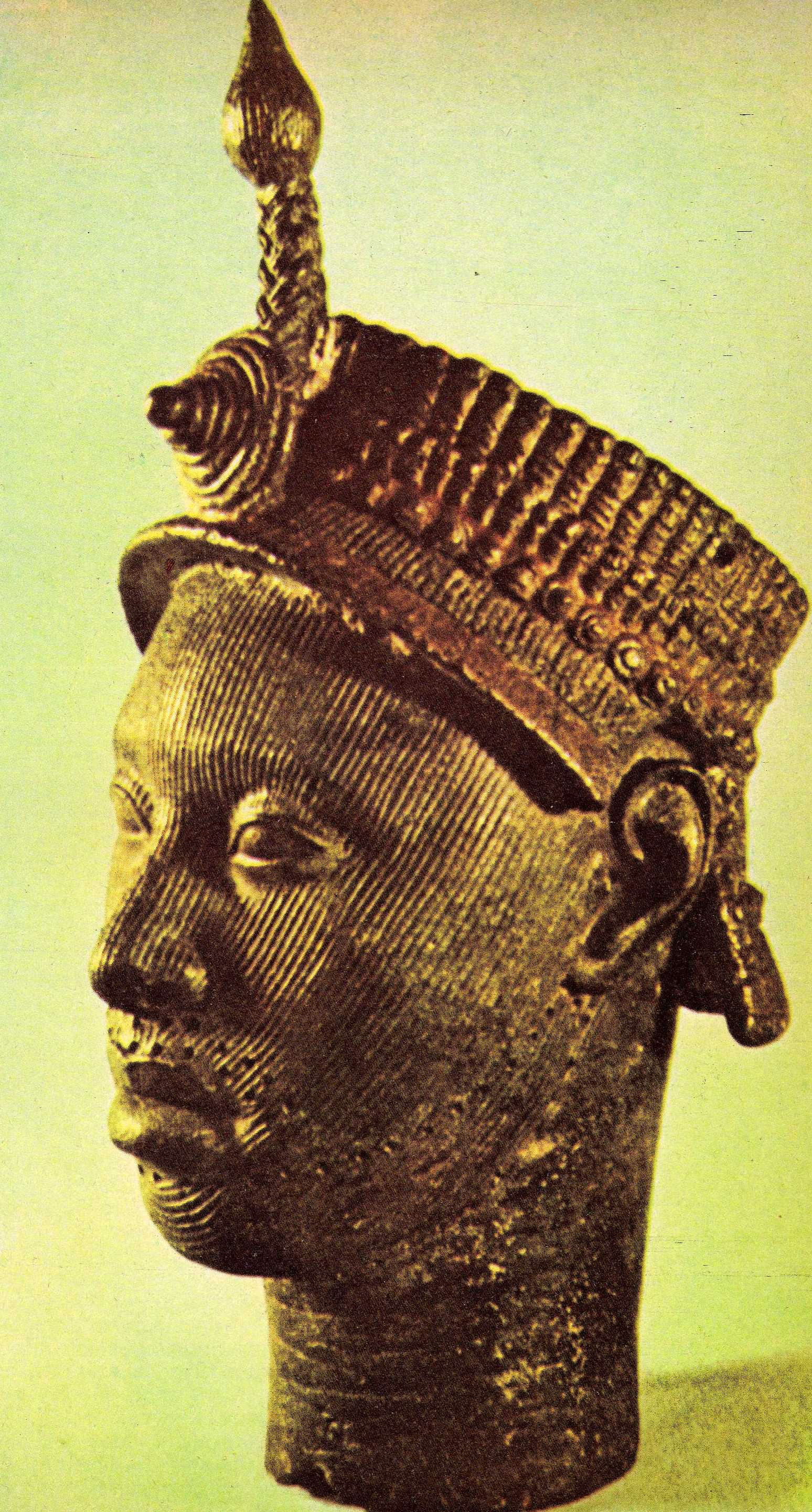
Cap de llautó d'un rei ioruba d'Ife, segle XIII

La primera població de Lagos fou de la comunitat de pescadors aworis iorubes en la sèrie d'illes i península que formen l'estat modern de Lagos. L'àrea va ser habitada per famílies que van reclamar una semi-mítica descendència d'una figura anomenada Olofin. Els descendents moderns d'aquesta figura són la noblesa contemporània coneguda com els Idejo o "caps de gorra blanca" de Lagos. En el segle xvi, l'illa de Lagos es suposa que fou saquejada per tropes de l'Oba (rei) de Benín durant la fase expansiva d'aquest regne i va esdevenir coneguda com a Eko. Els monarques de Lagos des de llavors han reclamat ser descendents del guerrer Ashipa (qui és alternativament considerat un príncep de Benín o un filibuster awori lleial al tron de Benín), tot i que l'aristocràcia o els Idejo va restar iorubes. El fill d'Ashipa va construir el seu palau damunt de l'illa de Lagos, i el seu net va traslladar la seu de govern al palau de la península d'Iddo. El 1730 l'Oba de Lagos va convidar comerciants d'esclaus portuguesos a l'illa, i aviat es va desenvolupar un floreixen comerç.
En la primera meitat del segle xix el "hinterland" (entorn interior) ioruba era en un estat de guerra constant a causa de conflictes interns i d'incursions des del nord i des dels estats veïns occidentals. Aleshores l'illa fortificada de Lagos havia esdevingut un centre important del comerç d'esclaus.
El Regne Unit havia abolit la importació d'esclaus a les seves colònies el 1807, i l'esclavitud fou abolida en tots els territoris britànics el 1833. Els britànics esdevingueren cada cop més actius en la supressió del comerç d'esclaus. Al final de 1851 una expedició naval va bombardejar Lagos i la va obligar a la submissió, va deposar l'Oba Kosoko, i va instal·lar l'Oba Akitoye (qui era més manejable), i es va signar el Tractat Gran Bretanya-Lagos que va fer l'esclavitud il·legal a Lagos a partir de l'1 de gener de 1852. Uns quants mesos més tard un vicecònsol del Golf de Benín fou establert a l'illa, i el proper any Lagos fou elevada a consolat ple. Un emigrant ioruba, el catequista James White, va escriure el 1853 "Per agafar Lagos, Anglaterra ha realitzat un acte que els nens agraïts d'Àfrica recordaran molt de temps ... Una de les arrels principals del comerç esclau ha estat foragitada del nostre sol".
Tensions entre el nou governant, Akitoye, i seguidors del deposat Kosoko, van fer esclatar la lluita l'agost de 1853. Un intent del mateix Kosoko per agafar el control de la ciutat va ser derrotada, però Akitoye va morir de sobte el 2 de setembre de 1853, potser per verí. Després de consultar amb els caps locals, el cònsol va declarar a Dosunmu (Docemo), el fill gran d'Akitoye, com a nou oba.
Amb intervencions i crisis successives, el consolat va evolucionar en els anys següents cap a una forma de protectorat. Lagos esdevenia una base des de la que els britànics, gradualment, estendrien la seva jurisdicció en la forma d'un protectorat sobre el rerepaís. El procés va ser conduït per demandes de comerç i seguretat més que per qualsevol política deliberada d'expansió. La CMS Grammar School es va fundar a Lagos el 6 de juny de 1859 per la Church Missionary Society, modelada en la CMS Grammar School de Freetown, a Sierra Leone.

## Primers anys

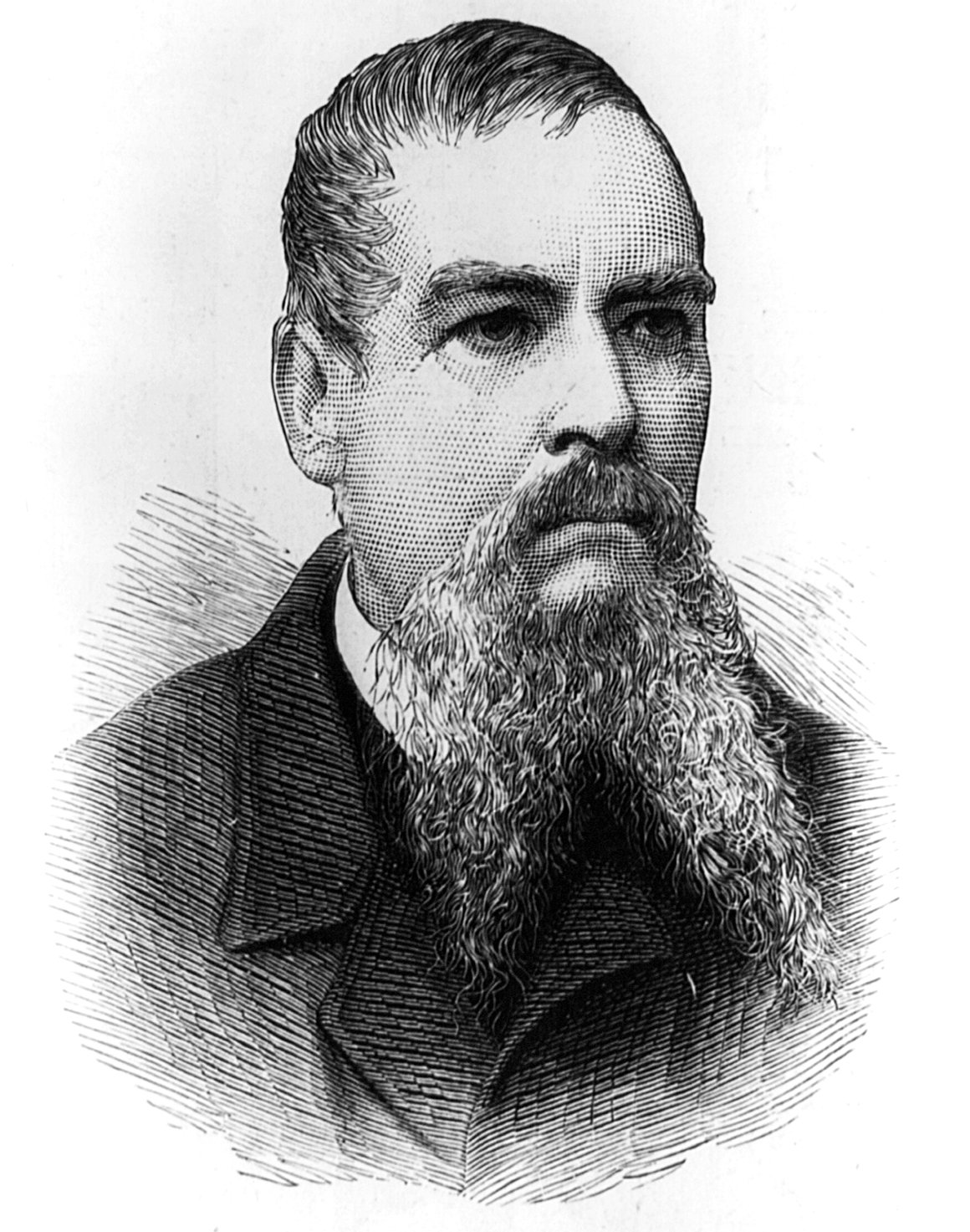
Richard Francis Burton, adversari de l'activitat missionera a la colònia

L'agost de 1861 una força naval britànica va entrar a Lagos i va annexionar la zona com a colònia britànica en virtut del Tractat de cessió de Lagos.
El rei Dosumu va ser exilat i el cònsol William McCoskry va esdevenir governador interí. Com a colònia, Lagos era ara protegida i governada directament per la Gran Bretanya. Els africans nascut en la colònia eren subjectes britànics, amb els drets plens que incloïen accés als tribunals. Per contrast els africans en els protectorats (de fet en els futurs protectorats, ja que en aquell moment la zona d'influència britànica era zona consolar i no protectorat) eren persones protegides però restaven sota la jurisdicció dels seus governants tradicionals.
En els primers anys el comerç amb l'interior estava severament restringit a causa d'una guerra entre Ibadan i Abeokuta. El riu Ogun que portava a Abeokuta no va ser segur pel transit de canoes, i els viatgers enfrontaven el risc dels lladres egbes. El 14 de novembre de 1862 el governador Henry Stanhope Freeman va cridar a tots els subjectes britànics a retornar des de Abeokuta a Lagos, abandonant les seves propietats, per les quals els caps de Abeokuta respondrien davant el govern britànic. El governador interí William Rice Mulliner es va trobar amb el Bashorun d'Abeokuta el maig de 1863, i li va dir que els recent robatoris de propietats dels comerciants eren a causa del costum de suprimir comerç a fi de forçar els homes a fer la guerra. El saqueig cessaria quan la guerra es desenvolupés. Mentrestant, els comerciants no haurien de viatjar a Abeokuta doncs la seva seguretat no podia ser garantida.
Malgrat els perills de viatge a l'interior, el 1865 un comitè parlamentari en la costa de l'oest d'Àfrica va ser informat que Lagos no estava en cap risc per part d'Abeokuta per dues raons: primer, la gent d' Abeokuta era massa intel·ligent per fer un tal atac; segon, tot i que Abeokuta tenia 1.000 canoes utilitzades per comerciar amb Lagos, no tenien cap canoa de guerra, i fins i tot si les haguessin tingut no podrien mai atacar l'illa ben defensada a través de la llacuna.
Tot i que el comerç esclau havia estat suprimit, i l'esclavitud era il·legal en territori britànic, l'esclavatge encara continuava a la regió.
Lagos va ser vist com un santuari per esclaus fugitius, el que era un problema per l'administració. McCoskry va instal·lar un tribunal per sentir casos d'abús contra esclaus i d'esclaus fugitius de l'interior, i va establir una "Zona Alliberada Africana" ("Liberated African Yard") per donar ocupació a esclaus fugitius fins que fossin capaços de valer-se per ells. De fet no va considerar que aquella abolició de l'esclavitud en la colònia seria pràctica.
McCloskry, i altre mercaders a la colònia s'oposaven a les activitats de missioners que consideraven que s'interferien en el comerç. El 1855 va estar entre els signataris d'una petició per impedir que dos missioners qui se'n havien anat poguessin retornar a Lagos. McCloskry va comunicar el seu punt de vista a l'antic explorador Richard Francis Burton, qui va visitar Lagos i Abeokuta el 1861 mentre era cònsol interí a Fernando Po, i que era també oposat als missioners. El seu successor, Freeman, va estar d'acord amb Burton que els negres eren més probablement aptes per ser convertits a l'Islam que al cristianisme.
Freeman va intentar suprimir un intent per part de Robert Campbell, un jamaicà d'ascendència en part escocesa i en part africana, per establir un diari a la colònia. Considerava que seria "un instrument perillós en les mans de negres semicivilitzats". El govern britànic no va estar d'acord, i el primer número del Anglo-African va aparèixer el 6 de juny de 1863. Anteriorment hi havia hagut un diari que veritablement pot ser descrit com el primer diari nigerià, anomenat "Iwe Iroyin Yoruba fun awon Egba ati Yoruba" el 1854.

## Creixement de la ciutat

La primera casa missionera de Nigèria a Badagry.

Un petit consell legislatiu va ser establert quan la colònia va ser fundada el 1861, amb el mandat d'assistir i aconsellar al governador però sense autoritat formal, i va ser mantingut fins al 1922. La majoria de membres eren oficials colonials. El 1863 els britànics van establir la Lagos Town Improvement Ordinance (Ordenança per la Millora de la Ciutat de Lagos) en vistes a controlar el desenvolupament físic de la ciutat i territori circumdant.
L'administració va ser fusionada amb la de Sierra Leone el 1866 (com a part dels Establiments Britànics de l'Àfrica Occidental) formant el Territori de Lagos, i va ser transferida a la Costa d'Or el 1874 (colònia de Costa d'Or i Lagos) igualment com a Territori de Lagos. Les elits de Lagos va fer pressió intensivament per la restauració de l'autonomia, cosa que no es va produir fins al 1886.
La Lagos colonial es va desenvolupar com un ocupat i cosmopolita port, amb una arquitectura que va mesclar estils victorians i brasilers. L'element brasiler era aportat per constructors especialitzats i paletes que havien retornat de Brasil. L'elit negra estava composta de parlants d'anglès "saros" de Sierra Leone i altres esclaus emancipats que havien estat repatriats de Brasil i Cuba.
Pel 1872 la població de la colònia estava per damunt de 60.000, dels quals almenys un centenar eren d'origen europeu. El 1876 les importacions van ser valorades en 476,813£ i les exportacions en 619,260£.
El 13 de gener de 1874, dirigents de la comunitat Metodista, incloent Charles Joseph George, va començar a parlar de fundar un institut per membres de la seva comunió com una alternativa a la CMS Grammar School. Després de recaptar els fons, la Methodist Boy School es va obrir el juny de 1877. El 17 de febrer de 1881, George fou un dels dirigents de la comunitat que van posar la primera pedra de la Wesley Church a Olowogbowo, a l'oest de l'Illa de Lagos.
La colònia en gran part havia tingut èxit en eliminar l'esclavitud i hi havia esdevingut una pròspera comunitat de comerç, però fins a l'inici de la Cursa per l'Àfrica dels europeus, el govern Imperial britànic va considerar a la colònia de Lagos en alguns aspectes com un fracàs. Els britànics havien rebutjat intervenir en la política del hinterland i la competència entre empreses britàniques i franceses al llarg del riu Níger havien impedit retornar qualsevol benefici significatiu.

## Guerres Iorubes

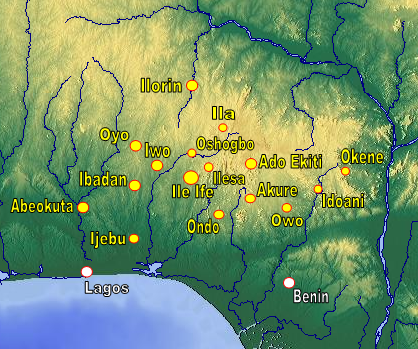
Ciutats històriques iorubes. Lagos al sud-oest

El 1877 una guerra comercial va esclatar entre Ibadan i els estats de l'Alake d'Egba (Abeokuta anomenat també pels anglesos com Egbaland o sigui Egbalàndia) i d'Ijebu. Més enllà a l'est, els estats d'Ekiti i d'Ijesa es van revoltar contra el domini d'Ibadan el 1878, i lluites esporàdiques van seguir els següents setze anys. L'ajut de mercaders saros de Lagos en forma de rifles carregats van donar avantatge a Ekiti. El govern de Lagos, en aquell temps subordinat a Accra a la Costa d'Or, va ser instruït per quedar-se fora del conflicte, malgrat el dany que es feia al comerç, i els intents de mediació dels comerciants saros i dels emirs fulanis van ser refusats.
El 1884, George Goldie de la Companyia Unida Africana va tenir èxit absorbint la seva competència i va eliminar les factories comercials franceses del baix Níger; la situació va permetre a Gran Bretanya de reclamar la regió sencera a la Conferència de Berlín el següent any. El 1886 Lagos esdevingué una colònia separada de la Costa d'Or sota el Governador Cornelius Alfred Moloney. El consell legislatiu de la nova colònia va ser format per quatre oficials colonials i tres membres oficiosos. El governador Moloney va nomenar dos africans com a representants oficiosos: el clergue, més tard bisbe, James Johnson i el comerciant Charles Joseph George. En aquest moment els poders europeus estaven en plena competència per les colònies africanes mentre els protagonistes de les guerres iorubes s'estaven desgastant. L'administració de Lagos, actuant a través de Samuel Johnson i Charles Phillips de la Church Missionary Society va arranjar un alto el foc i tot seguit un tractat que garantia la independència de les ciutats Ekiti. Ilorin va rebutjar aturar la lluita i la guerra la va arrossegar.
Concernits pel creixement de la influència francesa en el proper Dahomey, els britànic van establir una factoria a Ilaro el 1890. El 13 d'agost de 1891 es va signar un tractat col·locant el regne d'Ilaro sota la protecció de la reina britànica.
Quan el governador Gilbert Thomas Carter va arribar el 1891, va seguir una política agressiva. El 1892 va atacar Ijebu, i el 1893 va fer una gira per Iorubalàndia signant tractats, forçant els exèrcits a dispersar-se, i obrint la via per a la construcció d'un ferrocarril de Lagos a Ibadan.
Per això el 3 de febrer de 1893, Carter va signar un tractat de protecció amb l'Alafin d'Oyo i el 15 d'agost de 1893, el governador interí George Chardin Denton va signar un acord de protectorat amb Ibadan. El control colonial va quedar fermament establert a tota la regió després del bombardeig d'Oyo (ciutat de Nigèria) el 1895 i la captura d'Ilorin per la Companyia Reial del Níger el 1897.

## Darrers anys

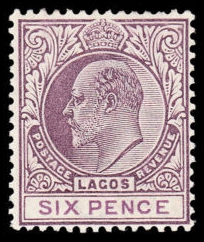
Un segell de Lagos de sis penics de 1904

El 1887 el governador capità Cornelius Moloney, va entregar un informe al Royal Botanic Gardens Kew en el qual va perfilar plans per a una Estació Botànica a Lagos amb el propòsit del desenvolupament d'arbres i plantes indígenes que tenien valor comercial. El 1889 la goma havia estat introduïda a la colònia, i donat collites excel·lents, prometedores i de qualitat. Un informe d'aquell any va descriure altres productes que incloïen goma i oli de coco, per negocis a petita escala i es pensava en diverses fibres, fustes i blauet, amb potencial a llarg termini.
El creixement de la ciutat de Lagos fou en gran part sense planificar, forçat pel complex de pantans, canals i basses de sorra. William MacGregor, governador de 1898 a 1903, va instituir una campanya contra la malària, assecant els pantans i destruint al màxim possible el mosquits que eren responsables de l'extensió de la malaltia.
Els enllaços telefònics amb Gran Bretanya van ser establerts el 1886, i l'enllumenat públic el 1898. L'agost de 1896, Charles Joseph George i G. W. Neville, ambdós comerciants i ambdós membres oficiosos del Consell Legislatiu, van presentar una petició instant a la construcció del ferrocarril terminal a Lagos més que a Iddo, i també demanant l'extensió del ferrocarril a Abeokuta. George era el dirigent de la delegació que va fer aquesta petició, i va descriure els seus molts avantatges comercials. Una vaga important va esclatar a la colònia el 1897, la qual ha estat descrit com la "primera protesta laboral important" en la història africana.
El 21 de febrer de 1899 l'Alake d'Egba va signar un acord que obria el camí per la construcció d'un ferrocarril a través del seu territori,
 i el nou ferrocarril d'Aro a Abeokuta va ser obert pel governador el desembre de 1901, en presència de l'Alake.
El 1901 el primer advocat africà de la colònia, Christopher Sapara Williams, va ser nomenat al Consell Legislatiu, servint com a membre fins a la seva mort el 1915. El 1903 hi va haver una crisi sobre el pagament dels peatges que van ser recaptats dels comerciants pels governants natius, tot i que els europeus estaven exempts. L'alternativa fou reemplaçar els peatges per una subvenció. MacGregor va demanar l'opinió de Williams, Charles Joseph George i Obadiah Johnson com a dirigents indígenes. Tots eren a favor de retenir els peatges per evitar que alteressin als governants. El 1903 l'administració del governador MacGregor va preparar una Newspaper Ordinance ostensiblement dissenyat per impedir publicar libels. George, Williams i Johnson, el tres membres nigerians del consell, van objectar que l'ordenança inhibiria la llibertat de la premsa. George va dir "qualsevol obstacle en la manera de publicació dels diaris en aquesta colònia significa retornar a Lagos a la seva posició de fa quaranta o cinquanta anys". Malgrat aquestes objeccions, l'ordenança va ser convertida en llei.
Walter Egerton fou el darrer governador de la colònia de Lagos, sent nomenat el 1903. Egerton va aprovar entusiàsticament l'extensió del ferrocarril Lagos – Ibadan cap a Oshogbo, i el projecte va ser aprovat el novembre de 1904. La construcció va començar el gener de 1905 i la línia va assolir Oshogbo l'abril de 1907.
L'oficina colonial va voler amalgamar la colònia de Lagos amb el protectorat de Nigèria del Sud, i l'agost de 1904 també va nomenar a Egerton com Alt Comissari pel Protectorat de Nigèria del Sud, combinant els dos llocs. Va exercir els dos càrrecs fins al 28 de febrer de 1906. En aquella data els dos territoris foren amalgamats, amb el territori combinat anomenat Colònia i Protectorat de Nigèria del Sud. El 1914, el governador-general Sir Frederick Lugard va amalgamar aquest territori amb el Protectorat de Nigèria del Nord per formar la Colònia i Protectorat de Nigèria.
Lagos fou la capital de Nigèria fins al 1991, quan aquesta funció fou transferida al Territori de la Capital Federal, a Abuja, i va restar com a capital comercial. La població calculada el 2011 estava per damunt dels 9 milions de persones.

## Governadors
Els governadors, administradors i tinents governadors de la Colònia de Lagos (i Territori de Lagos) foren:
Governadors de la colònia (període 1661-1666):
| Data d'inici        | Data final           | Governador             | Notes                                                                        |
| ------------------- | -------------------- | ---------------------- | ---------------------------------------------------------------------------- |
| 6 d'agost de 1861   | 22 de gener de 1862  | William McCoskry       | Interí                                                                       |
| 22 de gener de 1862 | Abril de 1865        | Henry Stanhope Freeman |                                                                              |
| 1863                | 25 de juliol de 1863 | William Rice Mulliner  | Interí (+ 25 de juliol de 1863 quan tenia 29 anys)                           |
| agost de 1863       | 19 de febrer de 1866 | John Hawley Glover     | Interí fins l'april de 1865. Administrador o secretari colonial fins a 1872. |
| 1866                | 19 de febrer de 1866 | John Hawley Glover     | Interí fins l'april de 1865. Administrador o secretari colonial fins a 1872. |

De 1866 a 1874 Lagos fou subordinada al governador de Freetown a Sierra Leone, com a Territori de Lagos, integrant dels Establiments Britànics de l'Àfrica Occidental, sota "administradors" del territori
| Inici | Final | Administrador               | Notes                  |
| ----- | ----- | --------------------------- | ---------------------- |
| 1866  | 1866  | Charles George Edward Patey | interí                 |
| 1866  | 1870  | John Hawley Glover          | primera vegada         |
| 1870  | 1870  | Henry Towry Miles Cooper    | interí                 |
| 1870  | 1871  | W.H. Simpson                | interí                 |
| 1871  | 1871  | John Hawley Glover          | segona vegada          |
| 1871  | 1872  | J. Gerrard                  | interí                 |
| 1872  | 1872  | Henry Fowler                |                        |
| 1872  | 1873  | George Berkeley             |                        |
| 1873  | 1873  | Charles Cameron Lees        | interí, primera vegada |
| 1873  | 1874  | George Cumine Strahan       |                        |
| 1874  | 1874  | John Shaw                   | interí                 |

De 1874 a 1886 Lagos fou subordinada al governador d'Accra a la Costa d'Or, com a Territori de Lagos, integrant de la colònia de Costa d'Or i Lagos, sota "administradors" del territori del 1874 al 1880 i sota Tinents Governadors del 1880 al 1886.
| Inici | Final | Administrador/Tinent Governador | Notes                  |
| ----- | ----- | ------------------------------- | ---------------------- |
| 1874  | 1875  | Charles Cameron Lees            | segona vegada          |
| 1875  | 1878  | John d'Auvergne Dumaresq        |                        |
| 1878  | 1878  | Frank Simpson                   | interí                 |
| 1878  | 1878  | Malcolm J. Brown                | interí                 |
| 1878  | 1879  | Cornelius Alfred Moloney        | interí, primera vegada |
| 1879  | 1880  | William Brandford Griffith      | primera vegada         |
| 1880  | 1880  | Cornelius Alfred Moloney        | interí, segona vegada  |
| 1880  | 1880  | William Brandford Griffith      | segona vegada          |

El 1886 va tornar a ser colònia separada sota els seus governadors:
| Inici | Final | Governador                | Notes                |
| ----- | ----- | ------------------------- | -------------------- |
| 1886  | 1891  | Cornelius Alfred Moloney  |                      |
| 1889  | 1890  | George Denton             | Substitut de Moloney |
| 1891  | 1897  | Sir Gilbert Thomas Carter |                      |
| 1897  | 1899  | Henry Edward McCallum     |                      |
| 1899  | 1903  | Sir William MacGregor     |                      |
| 1903  | 1906  | Walter Egerton            |                      |